# Jan Boven
Jan Boven (Delfzijl, 28 febbraio 1972) è un dirigente sportivo ed ex ciclista su strada olandese.
Professionista dal 1996 al 2008 con la Rabobank, è diventato poi direttore sportivo nella stessa formazione olandese.

## Carriera
Passato professionista con la Rabobank nel 1996, trascorse tutta la sua carriera nella squadra olandese come gregario. Nella sua prima stagione da professionista ottenne anche il suo unico successo, aggiudicandosi una tappa al Teleflex Tour. Con la divisa della Rabobank partecipò a tutti e tre i Grandi Giri, concludendo l'unica edizione del Giro d'Italia corsa, quella del 2002, e tre edizioni della Vuelta a España. Partecipò alla Grande Boucle nel 2000, ma si ritirò prima del termine della corsa.
Con la nazionale olandese partecipò a cinque edizioni dei Campionati del mondo.
Si ritirò dall'attività nell'aprile del 2008, dopo aver corso la Grote Scheldeprijs, e iniziò subito l'attività di direttore sportivo nella stessa Rabobank.

## Palmarès
- 1996 (Rabobank, una vittoria)

4ª tappa Teleflex Tour

## Piazzamenti

### Grandi Giri
- Giro d'Italia

2002: 57º
- Tour de France

2000: ritirato
- Vuelta a España

1999: 63º
2001: 98º
2003: 141º
2004: ritirato (17ª tappa)
2005: ritirato (16ª tappa)

### Classiche monumento
- Milano-Sanremo

1998: 160º
2000: 50º
2001: 134º
2002: 167º
2003: 152º
2004: 135º
- Giro delle Fiandre

2002: 59º
2003: 75º
2005: 98º
- Parigi-Roubaix

1999: 60º
2002: 24º
2006: 63º
2008: 99º
- Liegi-Bastogne-Liegi

2002: 104º

### Competizioni mondiali
- Campionati del mondo

Verona 1999 - In linea: ritirato
Lisbona 2001 - In linea: ritirato
Zolder 2002 - In linea: 137º
Hamilton 2003 - In linea: ritirato
Verona 2004 - In linea: ritirato
Salisburgo 2006 - In linea: ritirato